# Caenolestes caniventer
Caenolestes caniventer là một loài động vật có vú trong họ Caenolestidae, bộ Paucituberculata. Loài này được Anthony mô tả năm 1921.

## Hình ảnh

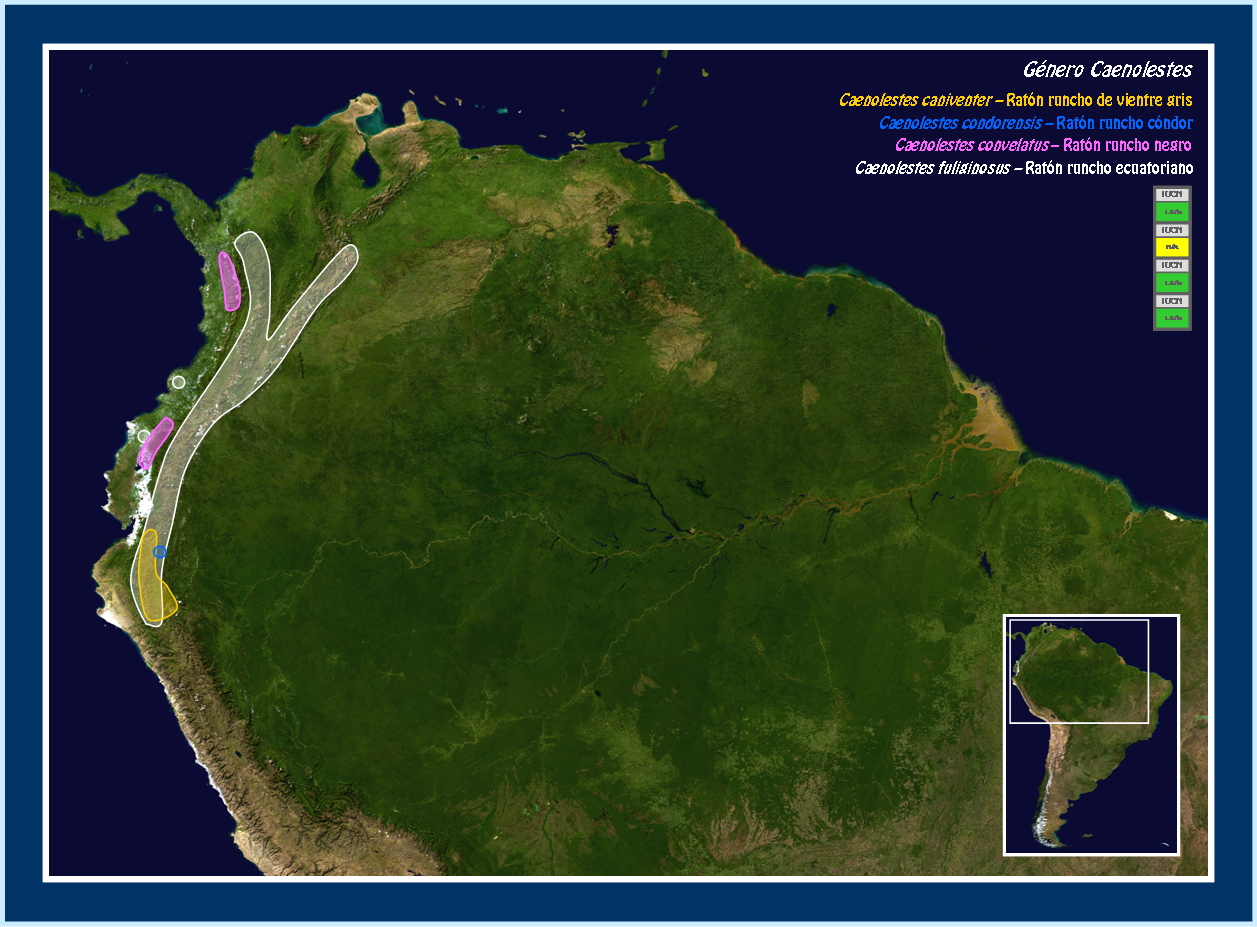